# Debundscha
Debundscha (ou Debundja, Debunsha) est un village côtier du Cameroun, dans le département du Fako de la région du Sud-Ouest. Il est situé dans la commune d'Idenau (arrondissement de West Coast), au pied du Mont Cameroun et sur le bord de l'Océan Atlantique. Debundscha fait partie des lieux enregistrant la plus forte pluviométrie au monde.

## Histoire
Sous l'ère coloniale allemande, Debundscha abritait une plantation, la Debundscha Pflanzen Gesellschaft. 
Les Allemands y édifient un phare en 1904,.
En 1970 le campement de la Cameroon Development Corporation (CDC), société d'État qui gérait les anciennes exploitations industrielles allemandes – comptait 119 personnes et disposait d'une école presbytérienne.
Le 16 juillet 2017, un navire de l'armée camerounaise, le Mundemba, avec à son bord 37 personnes dont des membres du Bataillon d'intervention rapide (BIR), chavire au large de Debundscha.

## Climat
Debundscha a un climat extrêmement humide et sa pluviométrie annuelle moyenne est de 13 000 mm. En 1919, elle a atteint le record de 14 000 mm.